# こいが俺ですばい
『こいが俺ですばい』は、九州男の1枚目のインディーズミニアルバムである。2007年6月13日に発売。発売元はHILLS RECORDS

## 解説
- 同アルバム収録曲の「出会い。。feat. RED RICE(湘南乃風)、BIG RON」が iTunes配信のレゲエチャートにランクイン後、 史上初の43日間連続で1位、同J-POP総合チャート5位を獲得。
- オリコン最高22位。インディーズチャートでは5週間連続1位を記録し、 18万枚を突破する。

## 収録曲
1. 少年⇔未来〜映画のようなメモリー〜
本作のリード楽曲。
2. 出会い。。feat. RED RICE(湘南乃風)、BIG RON
3. Musical Messenger
4. 雲の上の君え
5. KEEP MY WAY feat. C&K
6. 島唄